# Резолюция 279 на Съвета за сигурност на ООН
Резолюция 279 на Съвета за сигурност на ООН е приета единодушно на 12 май 1967 г. по повод ситуацията в Близкия изток. Това е най-кратката резолюция, приемана някога от Съвета за сигурност на ООН, тъй като текстът ѝ състои само от едно кратко изречение, гласящо:
| „     | Съветът за сигурност Настоява за незабавно изтегляне на всички израелски въоръжени сили от ливанска територия. | “ |
| [ 1 ] | |   |